# Ярослава Хортяні
Ярослава Хортяні (угор. Hartyányi Jaroszlava; нар. 1958 ) — український громадський діяч Угорщини та європейської діаспори.

## Життєпис
Народилася 1958 року в селі Вовківці на Тернопільщині. 1976 року закінчила хореографічний відділ Теребовлянського культосвітнього училища й отримала направлення в районний будинок культури в селищі Гусятин. тут познайомилася з майбутнім чоловіком. Вийшла заміж за угорця Нандора Хортяні і з 1979 року живе в Будапешті. Упродовж 1981 року навчалася в міжнародному підготовчому інституті, який закінчила на відмінно, вивчивши угорську мову. після цього поступила на історичний факультет Будапештського університету, якій закінчила 1987 року. Викладала історію в гімназії.
1991 року була серед активістів створення Культурне товариство українців та русинів Угорщини. Згодом очолила демократичний рух всередині організації проти колишнього партійного функціонера О. Русина. Була обрано головою товариства, яке 1993 року перейменовано на Товариство української культури в Угорщині.
2001 року на X з'їзді Європейського Конгресу Українців (ЄКУ), що проходив в Будапешті, Я. Хотяні було обрано першим заступником президента. 2005 року на черговому з'їзді ЄКУ, що проходив у Кошицях (Словаччина) Ярославу Хортяні було обрано новим президентом цієї установи. 2008 року стає першим заступником президента Світового Конґресу Українців.
2014 року обрано депутатом Угорського парламенту та речником української меншини Державних Зборів Угорщини.
Є автором книги «Прихована правда» про Голодомор в Україні 1932—1933 років.

## Родина
- Ніколетта, редактор-кореспондент українських телепрограм

## Нагороди
- Орден княгині Ольги І ступеня (18 серпня 2009 року) — за вагомий особистий внесок у зміцнення міжнародного авторитету України, популяризацію її історичної спадщини і сучасних досягнень та з нагоди 18-ї річниці незалежності України[1]
- Орден княгині Ольги ІІ ступеня (17 серпня 2006) — за вагомий особистий внесок у зміцнення міжнародного авторитету України, популяризацію історичних та сучасних надбань українського народу, активну участь у житті закордонної української громади[2]
- Орден княгині Ольги ІІІ ступеня (2001)
- Відзнака Президента України — ювілейна медаль «25 років незалежності України» (22 серпня 2016) — за значні особисті заслуги у становленні незалежної України, утвердженні її суверенітету та зміцненні міжнародного авторитету, вагомий внесок у державне будівництво, соціально-економічний, культурно-освітній розвиток, активну громадсько-політичну діяльність, сумлінне та бездоганне служіння Українському народу[3]
- церковний орден Христа Спасителя